# Гиппархия
Гиппархия (др.-греч. Ἱππαρχία, IV век до н. э.) — киник, ученица и жена Кратета Фиванского, сестра Метрокла. Родилась в г. Маронее, происходила из знатной семьи, получила хорошее образование. Увлекшись Кратетом и его философией, пригрозила родителям самоубийством, если те не выдадут её за Кратета. (Гиппархия «полюбила и речи Кратета, и его образ жизни, так что не обращала внимания ни на красоту, ни на богатство, ни на знатность своих женихов: Кратет был для неё всё».) Родители позвали самого Кратета, чтобы он отговорил её; однако она оставила дом и вышла за него замуж. Вокруг этого брака существовали сплетни и анекдоты о распущенности и бесстыдстве, в том числе публичном ("ложиться с Кратетом у всех на глазах").

## Анекдоты
Однажды, явившись на пир к Лисимаху, Гиппархия сокрушила самого Феодора Безбожника (Феодор Киренский, киренаик, ученик Аристиппа) таким софизмом: если в чем-то нет дурного, когда это делает Феодор, то в этом нет дурного и когда это делает Гиппархия; когда Феодор колотит Феодора, в этом нет дурного, стало быть, когда Гиппархия колотит Феодора, в этом тоже нет дурного. Феодор не нашел на это никаких возражений и, когда Гиппархия его треснула, только разодрал на ней плащ. Затем, когда он процитировал строку из «Вакханок» Еврипида: «Вот она, что покидает свой станок и свой челнок!», она ответила: «Да, это я, Феодор; но разве, по-твоему, плохо я рассудила, что стала тратить время не на станок и челнок, а вместо этого — на воспитание?»

## Прочее
- Немецкий писатель Виланд вывел Кратета и Гиппархию героями своего эпистолярного романа «Krates und Hipparchia», 1804.